# تيم فورتريس 2
تيم فورتريس (تي.إف. 2)(بالإنجليزية: Team Fortress 2)‏ هي لعبة فريقان ضد بعض وهي جماعية وتصويب منظور الشخص الأول تمت برمجته من شركة فالف وهي الجزء الجديد بعد تيم فورتريس كلاسيك (بالإنجليزية). في البداية، تيم فورتريس 2 ظهرت مع ذا أورنج بوكس عام 2007 أكتوبر 10 لنظام مايكروسوفت ويندوز وجهاز إكس بوكس 360 وبلاي ستيشن 3 (تأخر إطلاقه في بلاي ستيشن 3 إلى 2007 نوفمبر 22). اللعبة بعد ذلك تم نشره بشكل لعبة واحد لنظام مايكروسوفت ويندوز في عام 2009 أبريل 9 ويمكن تحميلها من ستيم على الإنترنت أو من الأسواق مجانًا (تم نشره في الأسواق بتعاون مع إلكترونيك آرتس (EA)، تطوير اللعبة كان برئاسة جون كوك وروبن والكر المصممون نفسهم الذين طوروا مود للعبة تيم فورتريس للعبة كوايك عام 1996.

## الشخصيات
هناك تسعة شخصيات يمكن لعبها في لعبة تيم فورتريس 2:
- الهيفي Heavy : مقاتل من روسيا اقوى شخصية تقريباً في اللعبة ويستطيع الإطاحة بأي مقاتل أخر يتميز بالقوة النارية الكثيفة وهذه نقطة قوته يفضل القتال كـ خط دفاع نظراً لحركته البطيئة والتي لا تساعده كثيراً في الهجوم بالخطوط الأمامية للعدو الهيفي مع الطبيب يشكلان ثنائي قوي جداً
- البايرو Pyro : المقاتل الناري سلاحه مضخة نار تستطيع إحراق أي شيء امامه لأنه يعتمد على النار بشكل أساسي في إحراق العدو فيفضل هذا المقاتل التواجد في الخطوط الأمامية والقتال وجهاً وجه نظراً لقصر نطاق أسلحته لكن بنفس الوقت يستطيع الإجهاز على أكثر من هدف بوقت واحد من خلال إحراق تلك الأهداف دفعة واحدة
- الإنجينير Engineer : المهندس عمله الأصلي البناء وفي فريق تيم فور تريس 2 يقوم ببناء مجموعة من أجهزة الدفاع القتالية حيث في مضمار القتال يقوم المهندس ببناء اسلحة تطلق مباشر على العدو اثناء تقدمه وهذا يشكل خط دفاع قوي بالإضافة إلى ذلك يعمل على بناء ادوات مساعدة مثل التنقل السريع لبقية الفريق لأرض المعركة
- السباي Spy : الجاسوس يحب العمل بشكل صامت والقتل بدون لفت الانتباه له تتميز هذه الشخصية بقدرته على التخفي حيث لا يستطيع العدو مشاهدة السباي وعندما ينتهي الاختفاء يقوم الجاسوس بالإجهاز على العدو بواسطة السكين الذي يعتبر سلاحه الرئيسي أو بالمسدس والذي هو سلاحه الثانوي
- السنايبر Sniper : القناص يعتبر ثاني أقوى شخصية في اللعبة بعد الهيفي يعمل عن بعد حيث يستخدم بندقيته القوية في صيد العدو والقضاء عليه مهما كانت المسافة بينه وبين الهدف وإذا كان القناص في كامل جهوزيته يستطيع الإطاحة بالهيفي من طلقة واحدة
- السكاوت Scout : اسرع مقاتل في اللعبة على الإطلاق يعتمد في هجومه على سرعته حيث يمكن له الإطلاق على العدو وتغيير مكانه بسرعة حتى لايتم إصابته في تبادل إطلاق النار تساعده نحافة جسمه في التحرك داخل اللعبة بمرونة كبيرة جداً هذا المقاتل يأتينا من الولايات المتحدة الأمريكية له مجموعة من الأسلحة القوية تساعده على الإطاحة بأي مقاتل أخر داخل اللعبة
- السولدجر Soldier : مقاتل أمريكي مهووس بالقتال والحرب لا يحسب عدد ضحاياه ولا مانع لديه من سحق الالاف بدون ان يرمش له جفن لهذا الغرض لديه مدفع قوي يقوم من خلاله بتفجير الأعداء ويفضل القتال عن بعد نظراً لأن الأسلحة الموجودة لديه تساعده على هذا
- الديمومان Demoman : خبير المتفجرات حيث اثناء القتال يقوم بإرسال مجموعة من القذائف المتفجرة تصيب أكثر من عدو إذا كانت الأهداف مجتمعة في مكان واحد، خبرته في التفجير جعلت لديه سلاح يستطيع به زرع القنابل في مكان معين وتنفجر بمجرد مرور الأعداء عليها وكذلك يستطيع هو تفجيرها عن بعد هذه الخصائص جعلت منه مقاتل لابد من تواجده بأي فريق هذا بالإضافة إلى أنه يتوفر على سيف قاطع يستطيع إستخدامه في القتال القريب
- الميديك Medic : الدكتور عمله الأساسي هو تقديم العلاج والدواء لبقية الفريق المقاتل لهذا يعمل في الخلف دائماً يبحث عن أي مقاتل مصاب ضمن فريقه ويحتاج إلى الدواء فيقدمه له الدكتور يستطيع تشكيل ثنائي ممتازة رفقة أحد المقاتلين حيث أن المقاتل يهاجم والدكتور يقدم له الدواء وبهذا الشكل يستطيعان البقاء لأطول وقت ممكن والإثخان في العدو لكن للأسف الدكتور لا يستطيع تقديم العلاج لنفسه لهذا فهو يعتمد في ذلك على بقية فريقه

## وصلات خارجية
- تيم فورتريس 2 على موقع IMDb (الإنجليزية)

- الموقع الرسمي
- The Team Fortress 2 page at the official site of The Orange Box
- تيم فورتريس ويكي الرسمية
- معلومات تفصيلية حول تيم فورتريس 2